# Teoria Polityki
Teoria Polityki – rocznik, międzynarodowe czasopismo naukowe, które powstało w 2016 roku na zapotrzebowanie środowiska polskich teoretyków polityki. Czasopismo utworzyły ośrodki zajmujące się naukową refleksją teoretyczną nad polityką: Katedra Teorii i Socjologii Polityki Uniwersytetu Pedagogicznego im. KEN w Krakowie, Zakład Filozofii i Teorii Polityki Uniwersytetu Warszawskiego,  Katedra Teorii Polityki i Myśli Politycznej Uniwersytetu Łódzkiego, Zakład Teorii Polityki i Metodologii Politologii Uniwersytetu Marii Curie-Skłodowskiej w Lublinie, Zakład Teorii Polityki i Państwa Uniwersytetu Jagiellońskiego, Zakład Teorii Polityki Uniwersytetu Adama Mickiewicza w Poznaniu, Zakład Teorii Polityki Uniwersytetu Gdańskiego, Zakład Teorii Polityki Uniwersytetu Wrocławskiego. Czasopismo było współfinansowane przez wymienione uniwersytety. 
W 2022 roku do wymienionych ośrodków naukowych dołączyły: Katedra Teorii Polityki i Zarządzania Sferą Publiczną Uniwersytetu Kazimierza Wielkiego w Bydgoszczy; Katedra Myśli Politycznej i Teorii Polityki Uniwersytetu Opolskiego; Instytut Nauk Politycznych Uniwersytetu Śląskiego; Katedra Systemów Politycznych, Teorii Polityki i Administracji Uniwersytetu Zielonogórskiego. Od 2022 roku czasopismo finansowane jest przez 12 uniwersytetów.
W 2016 roku redaktorem naczelnym został Piotr Borowiec (Uniwersytet Jagielloński), Przewodniczącym Rady Naukowej Mirosław Karwat (Uniwersytet Warszawski), sekretarzem Małgorzata Kułakowska (Uniwersytet Jagielloński). Od 2022 roku sekretarzem jest również Magdalena Kozub-Karkut (Uniwersytet Jagielloński). W skład Rady Naukowej weszli wybitni polscy i zagraniczni teoretycy polityki. Część zagraniczną członków Rady Naukowej tworzą m.in.: Klaus von Beyme (University of Heidelberg), John Dunn (University of Cambridge), Grzegorz Ekiert (Harvard University), John G. Gunnell (State University of New York at Albany), Martyn Hammersley (The Open University), Charles Lemert (Wesleyan University), Chantal Mouffe (University of Westminster), Quentin Skinner (Queen Mary University of London).
Teoria Polityki jest czasopismem poświęconym zagadnieniom teorii polityki i metodologii nauki o polityce. Obejmuje szeroko rozumianą refleksję teoretyczną nad polityką, prowadzoną według wszystkich paradygmatów nauk społecznych oraz podejść badawczych nauki o polityce. Czasopismo dąży do włączania polskiej refleksji nad polityką w obieg międzynarodowy. W tym celu udostępnia swoje łamy najwybitniejszym polskim i zagranicznym teoretykom polityki. Każdy kolejny numer ma charakter tematyczny.
Rocznik jest indeksowany w bazach: ERIH Plus, Index Copernicus International, CEEOL, CEJSH, Google Scholar, PBN/POL-Index, Worldcat. Znajduje się na liście czasopism naukowych MEiN (w 2021 liczba punktów: 40). Ukazuje się w wersji drukowanej oraz w otwartym dostępie w wersji elektronicznej.